# Aeropuerto de Rangiroa
El Aeropuerto de Rangiroa  (en francés: Aéroport de Rangiroa) es un aeropuerto en la isla de Rangiroa, Polinesia Francesa (IATA: RGI, OACI: NTTG) . El aeropuerto está situado en el extremo noroeste del atolón, 5,5 km al sureste de Avatoru. El aeropuerto fue construido en 1965. Air Tahiti tiene vuelos diarios regulares que conectan Rangiroa a otras islas del Polinesia Francesa (Ahe, Bora Bora, Fakarava, Manihi, Mataiva, Papeete, Tikehau). En 2009, 84.710 pasajeros utilizaron el aeropuerto. 
Ver fuente y consulta Wikidata.